# Corpus Christi College (Cambridge)
El Corpus Christi College (cuyo nombre completo es: The College of Corpus Christi and the blessed Virgin Mary, generalmente llamada Corpus) es uno de los colleges que forman la Universidad de Cambridge. Es famoso por ser el único college de Cambridge que fue fundado por los propios vecinos de Cambridge, en 1352 por los Gremios del Corpus Christi y la Sagrada Virgen María. Es el segundo college más pequeño tras Peterhouse, pero es el más pequeño en cuanto a número de estudiantes.

## Historia
Eduardo III dio licencia para construir un octavo college en la Universidad de Cambridge en 1352, al nuevo gremio del Corpus Christi y Santa María del pueblo de Benet's. Inmediatamente comenzaron la construcción de un único y modesto patio cerca de la iglesia del pueblo y en 1356 estaba listo para albergar a un Maestro y a dos profesores, que crearon los estatutos del college. Continuando sus estudios en teología y derecho canónico, sirvieron como capellanes para el gremio.
Durante los dos primeros siglos de vida del college, este creció mucho, y esto le permitió salir en las procesiones anuales del gremio del Corpus Christi. Esta procesión consistía en desfilar por las calles hasta el puente de la Magdalena, antes de volver para realizar un gran banquete. Los desfiles continuaron hasta que Enrique VIII terminó con ellos en 1535.
El College es excepcionalmente rico en plata, pero su mayor tesoro es la Biblioteca Parker, una de las más importantes colecciones de manuscritos medievales del mundo. Su más famosa posesión es el Evangelio de Canterbury, probablemente traído a Inglaterra en el año 597 por San Agustín, cuando este fue mandado a Inglaterra por el papa Gregorio I para convertir a la gente de Gran Bretaña. Sin embargo, también contiene el principal manuscrito de la Crónica anglosajona, obras de Mateo de París y el Troilus and Criseyde de Geoffrey Chaucer, por nombrar unos cuantos.
Quizá Christopher Marlowe sea el hijo más famoso del college, habiéndose matriculado en el college en 1580, Aunque se conoce más bien poco sobre el tiempo que pasó en el college, se cree que durante sus estudios de Arte comenzó a trabajar de espía, esta creencia está basada en una declaración críptica hecha por el Privy Council. En 1953 durante la renovación del Master Lodge se descubrió un retrato de un hombre “a la edad de 21 años”. Como el cuadro data de 1585, el mismo año en que Marlowe tenía 21, es inevitable pensar que es el retrato del dramaturgo.

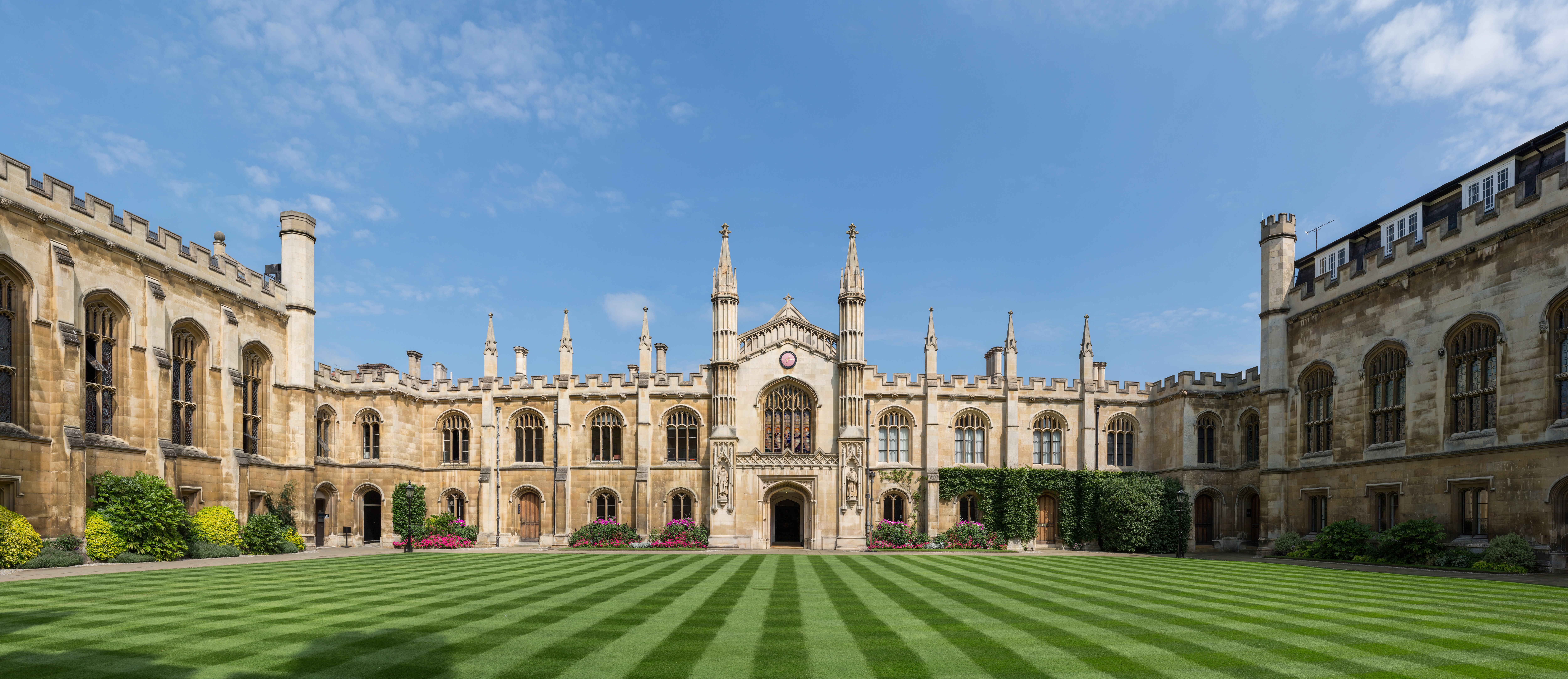
Patio central del College.

En los últimos años, el College ha encabezado la Iniciativa de Irlanda del Norte que fue creada para animar a los estudiantes de Irlanda del Norte a estudiar en Oxbridge, pero en particular en Cambridge. Se celebran los "Días de prueba en Cambridge” en toda la provincia y la doctora Melanie Taylor dedica gran parte del año en viajar alrededor de Irlanda del Norte, hablando con los estudiantes y disipando sus temores sobre las entrevistas y otros mitos que han aparecido en los últimos años.
La universidad es el lugar de celebración del Seminario de Historia de la Inteligencia, en el que un grupo de historiadores de postgraduados discuten sobre documentos de inteligencia recién liberados. Estas reuniones semanales están presididas por el director actual del College, el Profesor Christopher Andrew. Algunos de los invitados, ocasionalmente, incluyen a antiguos miembros de los servicios secretos británicos y de otros servicios secretos. En este seminario, todas las opiniones y los datos que se ofrecen, se hacen respetando la Ley de Chatham House y bajo un acuerdo informal por el que los miembros del grupo se comprometen a no publicar lo dicho en el seminario.
El profesor Oliver Rackham FBA (Miembro de la Academia Británica) fue elegido Presidente el 15 de octubre de 2007, indicando que desempeñaría el cargo hasta finales de septiembre de 2008. El 2 de junio de 2008 se anunció que Stuart Laing, el embajador británico en Kuwait, se haría cargo de La Presidencia desde de octubre de 2008.
Se dice que en el college viven varios fantasmas. El más famoso y temido es la terrorífica aparición de Henry Butts héroe de la peste de 1630, quien se colgó a sí mismo en la Casa del Director el domingo de Pascua de 1632. El fantasma de Butt fue objeto de u intento de exorcismo (sin éxito supuestamente) por parte de tres estudiantes en 1904. Otros de los fantasmas son los de Elisabeth Spencer, hija del director, y su joven amante (ambos murieron en 1667). Se dice que sus fantasmas deambulan por el college el día de Nochebuena.

## Los edificios
El Old Court, construido en la década de 1350, es uno de los edificios más antiguos de Cambridge y todavía conserva algunas de sus características originales como los vierteaguas y las jambas que sostenían lino empapado en aceite en los días previos a la llegada del cristal. Posiblemente el Old Court fue construido sobre los cimientos de un edificio más antiguo y es el patio más antiguo que existe tanto en Cambridge como en Oxford (título que se lo disputa también el Merton College, que dice lo mismo de su Mob Quad), así como, hay quien dice que es el patio habitado más antiguo del país. Acaba de ser completada una nueva biblioteca diseñada por los arquitectos Wright & Wright. 
La Iglesia de San Benet es en sí el edificio más antiguo de la ciudad, y sirvió como capilla del college hasta que se construyó una alrededor de 1500.

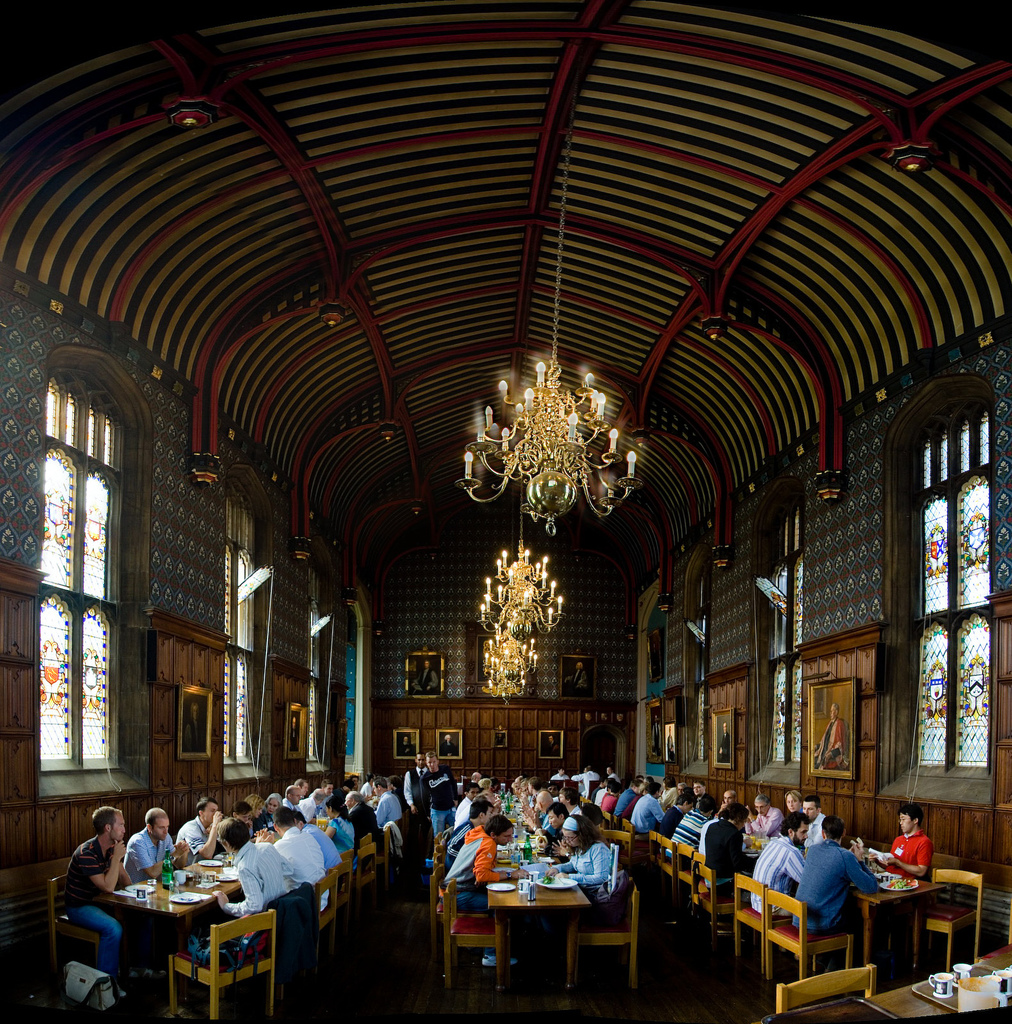
Panorama del comedor.

El New Court (completado en 1827) fue diseñado por William Wilkins, que está enterrado en la capilla del college. El New Court (o Patio Nuevo) es también el lugar donde está la Biblioteca Parker, que se comenzó en 1376 y que fue bastante mejorada gracias a un legado de Matthew Parker, director del college entre 1544 y 1553, quien como Arzobispo de Canterbury formó una gran colección de manuscritos de los disueltos monasterios. Este patio también alberga la Biblioteca Butler, que fue la biblioteca principal de los estudiantes del college. La biblioteca desde entonces ha sido recolocada, y ahora se llama Biblioteca Taylor.
La Library Court o Patio de la Biblioteca (completado en 2008) alberga el centro de estudiantes del college, que incluye el bar del college, el JCR y la Biblioteca Taylor junto con las nuevas oficinas del college. La Biblioteca Taylor se llama así en honor al Doctor John Taylor,[cita requerida] un antiguo estudiante del college y expresidente de Strix Ltd., fabricante de teteras eléctricas. Tiene fama dentro del colegio por haber inventado la tetera automática.
El college también tiene varias propiedades en la periferia de la universidad. Estas incluyen el Hostal de Benet’s Street y el Botolph Court. Estas propiedades alojan a estudiantes de todos los años, pero una gran proporción están ocupadas por novatos. Newnham House, que se encuentra cerca del Newnham College, aloja a muchos estudiantes de segundo año. El edificio Robert Beldam, al lado del Hostal de Benet’s Street, es un moderno bloque de apartamentos para los estudiantes. También hay dos casas (números 6 y 8) en la calle Trumpington que están casi en frente del departamento de ingeniería de la Universidad. También hay un campus para postgraduados en Leckhampton, que está situado a 1,5 km al oeste del college, justo a las afueras del centro de la ciudad. Allí hay campos de juego, 38.000 m² de jardines, y una piscina al aire libre.